# Чувашско-Сорминское сельское поселение
Чува́шско-Со́рминское се́льское поселе́ние (чув. Чӑваш Сурӑм ял тӑрӑхӗ) — упразднённое в 2022 году муниципальное образование в составе Аликовского муниципального округа Чувашской Республики. Административный центр — село Чувашская Сорма.

## Состав поселения
В состав сельского поселения входят 16 населённых пунктов: 
| №  | Населённый пункт | Тип населённого пункта       | Население (2015) |
| -- | ---------------- | ---------------------------- | ---------------- |
| 1  | Антоновка        | Деревня                      | ↗15              |
| 2  | Большие Шиуши    | Деревня                      | ↗352             |
| 3  | Верхние Ёлыши    | Деревня                      | ↗109             |
| 4  | Верхние Хоразаны | Деревня                      | ↗108             |
| 5  | Кагаси           | Деревня                      | →125             |
| 6  | Мартынкино       | Деревня                      | ↘110             |
| 7  | Нижние Ёлыши     | Деревня                      | ↗183             |
| 8  | Нижние Хоразаны  | Деревня                      | ↗125             |
| 9  | Нижние Шиуши     | Деревня                      | ↗37              |
| 10 | Чувашская Сорма  | Село, административный центр | ↗235             |
| 11 | Шапкино          | Деревня                      | ↗58              |
| 12 | Шор-Босай        | Деревня                      | ↗33              |
| 13 | Шор-Байраш       | Деревня                      | ↗56              |
| 14 | Шоркасы          | Деревня                      | ↗83              |
| 15 | Энехметь         | Деревня                      | ↘13              |
| 16 | Яныши            | Деревня                      | ↗53              |

## Население
| 2010  | 2012  | 2013  | 2014  | 2015  | 2016  | 2017  |
| ----- | ----- | ----- | ----- | ----- | ----- | ----- |
| 1473  | ↘1456 | ↘1430 | ↘1421 | ↘1400 | ↘1373 | ↘1348 |
| 2018  | 2019  | 2020  | 2021  |       |       |       |
| ↘1288 | ↘1259 | ↘1237 | ↘1211 |       |       |       |

## Физико-географическая характеристика
Расстояние от центра сельского поселения до райцентра — села Аликово — 12 км.

По землям поселения течёт река Сорма.

## Связь и средства массовой информации
- Связь: ОАО «Волгателеком», Би Лайн, МТС, Мегафон. Развит интернет ADSL технологии.
- Газеты и журналы: Аликовская районная газета «Пурнăç çулĕпе» (По жизненному пути). Языки публикаций: чувашский, русский.
- Телевидение: Население использует эфирное и спутниковое телевидение. Эфирное телевидение позволяет принимать национальный канал на чувашском и русском языках.
- Радио: Радио Чувашии, Национальное радио Чувашии